# John J. Miller
Pour les articles homonymes, voir John Miller et Miller.
Œuvres principales
- Série Wild Cards

John Joseph Miller, né le 28 mars 1954 dans l'État de New York et mort le 5 janvier 2022 à Albuquerque au Nouveau-Mexique, est un auteur de science-fiction américain connu pour son travail, depuis 1987, sur la série Wild Cards, éditée par George R. R. Martin. Il a également publié neuf romans et près de trente nouvelles et huit scénarios de bandes dessinées. Il a également écrit GURPS Wild Cards, un supplément pour le jeu de rôle GURPS qui a été publié en 1989 et deux romans de la série Wild Cards publiés par Green Ronin.
John Joseph Miller est aussi membre de la Society for American Baseball Research (SABR) et est une autorité sur la Negro League du XXe siècle.

## Œuvres

### SérieWild Cards
1. Wild Cards, J'ai lu, coll. Nouveaux Millénaires, 2014 ((en) Wild Cards, 1987)Anthologie de nouvelles écrites avec Edward Bryant, Michael Cassutt, Leanne C. Harper, Stephen Leigh, David D. Levine, George R. R. Martin, Victor Milán, Lewis Shiner, Melinda Snodgrass, Carrie Vaughn, Howard Waldrop, Walter Jon Williams et Roger Zelazny
2. Aces High, J'ai lu, coll. Nouveaux Millénaires, 2015 ((en) Aces High, 1987)Anthologie de nouvelles écrites avec Pat Cadigan, George R. R. Martin, Victor Milán, Lewis Shiner, Walton Simons (en), Melinda Snodgrass, Walter Jon Williams et Roger Zelazny
3. Jokers Wild, J'ai lu, coll. « Nouveaux Millénaires », 2015 ((en) Jokers Wild, 1987)Roman coécrit avec Edward Bryant, Leanne C. Harper, George R. R. Martin, Lewis Shiner, Walton Simons (en) et Melinda Snodgrass
4. Aces Abroad, J'ai lu, coll. « Nouveaux Millénaires », 2015 ((en) Aces Abroad, 1988)Anthologie de nouvelles écrites avec Edward Bryant, Michael Cassutt, Gail Gerstner-Miller, Leanne C. Harper, Stephen Leigh, George R. R. Martin, Victor Milán, Kevin Andrew Murphy (en), Lewis Shiner, Walton Simons (en), Melinda Snodgrass et Carrie Vaughn
5. Down and Dirty, J'ai lu, coll. « Nouveaux Millénaires », 2016 ((en) Down and Dirty, 1988)Anthologie de nouvelles écrites avec Edward Bryant, Pat Cadigan, Arthur Byron Cover, Leanne C. Harper, Stephen Leigh, George R. R. Martin, Melinda Snodgrass, Walter Jon Williams et Roger Zelazny
6. Dead Man's Hand, J'ai lu, coll. « Nouveaux Millénaires », 2018 ((en) Dead Man's Hand, 1990)Roman coécrit avec George R. R. Martin
7. One-Eyed Jacks, J'ai lu, coll. « Nouveaux Millénaires », 2019 ((en) One-Eyed Jacks, 1991)Anthologie de nouvelles écrites avec Chris Claremont, Stephen Leigh, Victor Milán, Kevin Andrew Murphy (en), Lewis Shiner, Walton Simons (en), Melinda Snodgrass, Carrie Vaughn et William F. Wu
8. Jokertown Shuffle, J'ai lu, coll. « Nouveaux Millénaires », 2020 ((en) Jokertown Shuffle, 1991)Anthologie de nouvelles écrites avec Stephen Leigh, Victor Milán, Lewis Shiner, Walton Simons (en), Melinda Snodgrass et Walter Jon Williams
9. (en) Dealer's Choice, 1992Roman coécrit avec Edward Bryant, Stephen Leigh, George R. R. Martin et Walter Jon Williams
10. (en) Black Trump, 1995Roman coécrit avec Stephen Leigh, George R. R. Martin, Victor Milán et Sage Walker (en)
11. (en) Deuces Down, 2002Anthologie de nouvelles écrites avec Daniel Abraham, Michael Cassutt, Stephen Leigh, Kevin Andrew Murphy (en), Walton Simons (en), Melinda Snodgrass
12. (en) Death Draws Five, 2006Roman
13. (en) Inside Straight, 2008Anthologie de nouvelles écrites avec Daniel Abraham, Michael Cassutt, Stephen Leigh, George R. R. Martin, Melinda Snodgrass, Caroline Spector, Ian Tregillis et Carrie Vaughn
14. (en) Busted Flush, 2008Anthologie de nouvelles écrites avec Stephen Leigh, Victor Milán, Kevin Andrew Murphy (en), Walton Simons (en), Melinda Snodgrass, Caroline Spector, Ian Tregillis et Carrie Vaughn
15. (en) Fort Freak, 2011Anthologie de nouvelles écrites avec Paul Cornell, David Anthony Durham, Ty Franck, Stephen Leigh, Victor Milán, Mary Anne Mohanraj, Kevin Andrew Murphy (en), Cherie Priest et Melinda Snodgrass
16. (en) High Stakes, 2016Anthologie de nouvelles écrites avec David Anthony Durham, Stephen Leigh, Melinda Snodgrass, Caroline Spector et Ian Tregillis
17. (en) Mississippi Roll, 2017Anthologie de nouvelles écrites par Stephen Leigh, David D. Levine, Kevin Andrew Murphy (en), Cherie Priest et Carrie Vaughn
18. (en) Low Chicago, 2018Anthologie de nouvelles écrites avec Saladin Ahmed, Paul Cornell, Marko Kloos (en), Mary Anne Mohanraj, Kevin Andrew Murphy (en), Melinda Snodgrass et Christopher Rowe
19. (en) Joker Moon, 2021Anthologie de nouvelles écrites avec Michael Cassutt, Leo Kenden, David D. Levine, Victor Milán, Mary Anne Mohanraj, Steve Perrin, Christopher Rowe, Walton Simons, Melinda Snodgrass et Caroline Spector

### Nouvelles traduites en français
- La Venue du chasseur, 2014 ((en) Comes a Hunter, 1987)Publiée dans l'anthologie Wild Cards, J'ai lu, coll. « Nouveaux Millénaires »
- Le Seuil de la mort, 2015 ((en) Half Past Dead, 1987)Publiée dans l'anthologie Aces High, J'ai lu, coll. « Nouveaux Millénaires »
- Bêtes de somme, 2015 ((en) Beasts Of Burden, 1988)Publiée dans l'anthologie Aces Abroad, J'ai lu, coll. « Nouveaux Millénaires »
- Seuls les morts connaissent Jokertown, 2016 ((en) Only the Dead Know Jokertown, 1988)Publiée en deux parties dans l'anthologie Down and Dirty, J'ai lu, coll. « Nouveaux Millénaires »
- Les Battements d'un cœur mort, 2019 ((en) Dead Heart Beating, 1991)Publiée dans l'anthologie One-Eyed Jacks, J'ai lu, coll. « Nouveaux Millénaires »
- Et espérer mourir, 2020 ((en) And Hope to Die, 1991)Publiée dans l'anthologie Jokertown Shuffle, J'ai lu, coll. « Nouveaux Millénaires »